# Луков Денис Сергійович
Денис Сергійович Луков (13 жовтня 1999 — 8 серпня 2022) — український військовослужбовець, старший лейтенант Повітряних сил Збройних сил України, учасник російсько-української війни. Кавалер ордена «За мужність» III ступеня (2022).

## Життєпис
Денис Луков народився 13 жовтня 1999 року.
Закінчив Харківський національний університет Повітряних Сил імені Івана Кожедуба.
Проходив службу як льотчик-штурман вертолітної ланки однієї із авіаційних бригад.
У ході повномасштабного російського вторгнення 2022 року екіпаж вертольота Мі-8 з льотчиком-штурманом Луковим успішно виконав до 30 бойових вильотів. Загинув 8 серпня 2022 разом із полковником Юрієм Погорілим.

## Нагороди
- орден «За мужність» III ступеня (7 липня 2022) — за особисту мужність і самовіддані дії, виявлені у захисті державного суверенітету та територіальної цілісності України, вірність військовій присязі[3];
- медаль «За військову службу Україні» (17 серпня 2022, посмертно) — за особисту мужність і самовіддані дії, виявлені у захисті державного суверенітету та територіальної цілісності України, вірність військовій присязі[4].